# Església parroquial de Sant Pere de Torelló
L'Església parroquial de Sant Pere de Torelló és una obra barroca de Sant Pere de Torelló (Osona) protegida com a Bé Cultural d'Interès Local.

## Descripció
De l'exterior de l'església cal destacar la porta principal, una porta lateral, el campanar i el parament. El portal de l'església està format per una obertura recta, decorada amb motllures de pedra sobreposades al parament i amb un escut al centre que hauria estat decorat amb relleus, però que avui es troba molt malmés.Sobreposada a aquesta estructura, trobem un entaulament i un frontó entretallat sostingut per dues falses mènsules. La porta lateral és un portal recte amb dues pilastres als brancals, sobre seu hi descansa un entaulament i un frontó entretallat. El fris està decorat amb trams llisos i estriats, amb les claus de St. Pere treballades en baix relleu. El parament està format per carreus de pedra ben escairats, definint les cantonades i la base, i als panys de paret, carreus desiguals sense desbastar, disposats irregularment i units amb morter de calç. A sota la teulada, hi ha una doble sanefa de rajoles de terra vermella, tallades en forma circular.
L'església és d'una sola nau coberta amb volta esquifada. Consta de cinc trams els arcs torals dels quals descansen sobre unes pilastres de fust llis i capitells corintis encara que alguns tenen també un àngel en alt relleu. A les claus de volta hi ha cinc bustos en alt relleu representant (de la capçalera als peus) un bisbe i els quatre evangelistes. Per mitjà d'arcs de mig punt s'accedeix a les capelles laterals cobertes amb volta esquifada. Cadascuna té una fornícula on s'hi encabeix la figura exempta d'un sant o de la Verge. L'absis és de capçalera poligonal i coberta de volta bufada. Als peus de la nau hi ha un atri sobre el que s'alça un cor en el que s'hi obre una finestra que il·lumina tota l'església.
Destaca una capella adossada a la part dreta de l'església que consta d'una sola nau, coberta per dos trams de volta esquifada d'arc de mig punt i entre ells una cúpula rebaixada sobre petxines sostinguda per quatre arcs de mig punt. La capçalera està separada de la nau per un arc triomfal de mig punt i coberta de volta bufada.
El campanar està situat a la capçalera de l'església, al costat de l'absis i a l'altra banda de la sagristia. De planta quadrada, la base és reforçada a l'exterior amb petits contraforts correguts. Sobre ella s'hi aixequen quatre pisos, l'últim dels quals fou fet posteriorment. El primer i segon pis tenen finestres de llinda amb carreus de pedra i els altres dos finestres amb arcs de mig punt. Els murs, en origen totalment arrebossats, mostren carreus ben tallats i disposats regularment a les cantonades, mentre que als panys de paret són desiguals, estan disposats irregularment i units amb morter de calç.

## Història
Les primeres notícies documentals de l'església daten del 1057. Al voltant de l'església sorgí un petit nucli de poblament o sagrera que gairebé desaparegué durant el segle xiv. Aquest fou l'origen del poble de St. Pere de Torelló. En augmentar la població durant els segles xvi i xvii l'església es feu petita i es decidí construir-la de nou. Així, el 1727 s'inicia la nova construcció que s'inaugurà el 1764, seguint el model que usaven els Morató al construir la majoria d'esglésies parroquials de la comarca. Consta l'existència d'un conjunt de retaules realitzats durant el segle xviii al taller dels escultors Real de Vic que desaparegueren durant la Guerra Civil. Durant els segles xix i xx s'han fet diversesmodificacions que no afectaren l'estructura general de l'edifici excepte l'ampliació que suposà la construcció entre 1803 i 1809 de la capella del Santíssim, on hi ha les tombes del frare agustinià Isidre Badrena, el Dr. Joan Josep Castanyer i Ribes (bisbe de Vic del 1857 al 1865) i del Dr. Pere Cases, fundador del convent de les carmelites de la caritta de Sant Pere de Torelló el 1849.
El campanar és un dels elements comuns en les esglésies que construïen els mestres de cases de la família Morató a la comarca d'Osona, però en època medieval era un element identificador de les esglésies romàniques de la comarca. El de Sant Pere de Torelló formava part del projecte de l'església i el 1864 s'hi afegí un rellotge a la part superior de la torre.
Actualment, l'exterior de l'església no està en gaire bon estat de conservació.